# Colmán Rímid
Colmán Rímid mac Báetán Ard ri Érenn conjoint de 598 à 604.

## Origine
Colmán Rímid était le fils de l’Ard ri Érenn Báetán mac Muirchertach, (mort en 572) membre du Cenél nEógain des Uí Neill du Nord et de Pompa une fille de Loarn mac Eirc roi de Dal Riada en Écosse et fondateur du Cenél Loairn.

## co Ard ri Érenn
Colmán devint Ard ri Érenn conjoint avec Áed Sláine mac Diarmato des Uí Neill du Sud en 598 selon les Annales d'Ulster.
« Ils régnaient tous les deux avec un égal pouvoir sur Tara »
— Annales d'Ulster  AU 604.2
Son règne n’est marqué que par un seul événement la Bataille de Slemain en 602 dans laquelle il est victorieux de Conall Cu mac Áed mac Ainmerech fils de son prédécesseur, qui s’échappe en fuyant. Colmán Rímid est assassiné en 604, la même année que son co-roi Áed Sláine par un certain Lochan Dilmana qui était selon les annales de son propre Clan.

## Union et postérité
De son union avec Corbach « fille d’un roi d’Ulaid », il laissa trois fils et une fille Fín ou Fína qui épousa le roi Oswy de Northumbrie et qui fut la mère d’un fils connu en Irlande sous le nom de Flann Fína qui régna ensuite sur le royaume paternel sous le nom d’Aldfrith de Northumbrie.